# Lista över fornlämningar i Perstorps kommun
Lista över fornlämningar i Perstorps kommun är en förteckning av ett urval av de fornlämningar som finns i Perstorps kommun.

## Perstorp
| Namn         | Lämningstyp | Tillkomsttid | Historisk indelning | Plats | Läge                 | ID-nr          | Bild                                 |
| ------------ | ----------- | ------------ | ------------------- | ----- | -------------------- | -------------- | ------------------------------------ |
| Perstorp 2:1 | Röse        |              | Perstorp, Skåne     |       | 56.144776, 13.295864 | 10110300020001 | Ladda upp en bild av detta fornminne |